# Ansim-dong
Ansim-dong (koreanska: 안심동) är en stadsdel i staden Daegu i den sydöstra delen av Sydkorea, 240 km sydost om huvudstaden Seoul. Den ligger i stadsdistriktet Dong-gu.

## Indelning
Administrativt är Ansim-dong indelat i:
| Namn    | Namn              | Yta i km² | Invånare 31 aug 2020 |
| ------- | ----------------- | --------- | -------------------- |
| 안심1동 | Ansim 1(il)-dong  | 3,34      | 43 973               |
| 안심2동 | Ansim 2(i)-dong   | 13,54     | 11 327               |
| 안심3동 | Ansim 3(sam)-dong | 6,10      | 21 463               |
| 안심4동 | Ansim 4(sa)-dong  | 2,60      | 29 722               |